# 川畑玲
川畑 玲（かわばた あきら、1977年〈昭和52年〉12月6日 - ）は、日本の気象キャスター、気象予報士。ウェザーニューズ所属。愛称は予報センター所属時代は、ばたやん、ばた様。キャスターに転身してからは、きらりんとも呼ばれている。

## 経歴
愛知県豊明市出身。
名古屋大学理学部・大学院理学研究科気象学研究室を経て、2002年にウェザーニューズに入社。航空気象や航海気象などを担当。その後、2020年2月より予報センター解説員としてウェザーニュースLiVEに出演。2022年4月20日の『ウェザーニュースLiVE・アフタヌーン』でキャスターデビュー。
2023年現在、同番組では唯一の男性キャスターであり、番組が「SOLiVE24」からリニューアルして以降唯一の存在となっている。
なお、キャスター転向の打診から正式にキャスターデビューするまでの期間はわずか3週間であった。
ウェザーニュースLiVE内のコーナーの1つである「Global Weathernews UPDATE」は、川畑が発案したものである。
社内業務とキャスターを兼任しているため、キャスター出演は他のキャスターと比べると少ない（月6 - 8回程度）。
2024年8月16日の『ウェザーニュースLiVE・モーニング』『ウェザーニュースLiVE・サンシャイン』『ウェザーニュースLiVE・コーヒータイム』では、予報センター気象解説員を担当した。以降もキャスターと兼任で予報センター気象解説員を不定期で担当している。

## 人物
- 趣味はピアノ・ガーデニング・散歩[2]。
- 好きな球団は広島東洋カープ[12]。
- 1男1女のパパ[要出典]。
- 同じウェザーニュースキャスターの青原桃香とは同じ愛知県出身[13]。
- 同じウェザーニュースキャスターの魚住茉由とは、同じ愛知県出身かつ誕生日が同じ[4]。
- 妹がいる。妹からは「キラ」と呼ばれている[14]。

## 出演
- ウェザーニュースLiVE・アフタヌーン - 2022年4月20日-
- ウェザーニュースLiVE・コーヒータイム - 2022年5月18日-
- ウェザーニュースLiVE・サンシャイン - 2022年7月3日-
- ウェザーニュースLiVE・イブニング - 2022年7月15日-
- ウェザーニュースLiVE・ミッドナイト - 2023年12月3日